# Alpi dell'Ybbstal
Le Alpi dell'Ybbstal (in tedesco Ybbstaler Alpen) sono una sottosezione delle Alpi della Bassa Austria. La vetta più alta è il Hochstadl che raggiunge i 1.919 m s.l.m..
Si trovano in Austria (Bassa Austria, Alta Austria e Stiria).
Prendono il nome dall'Ybbstal, valle del fiume Ybbs.

## Classificazione

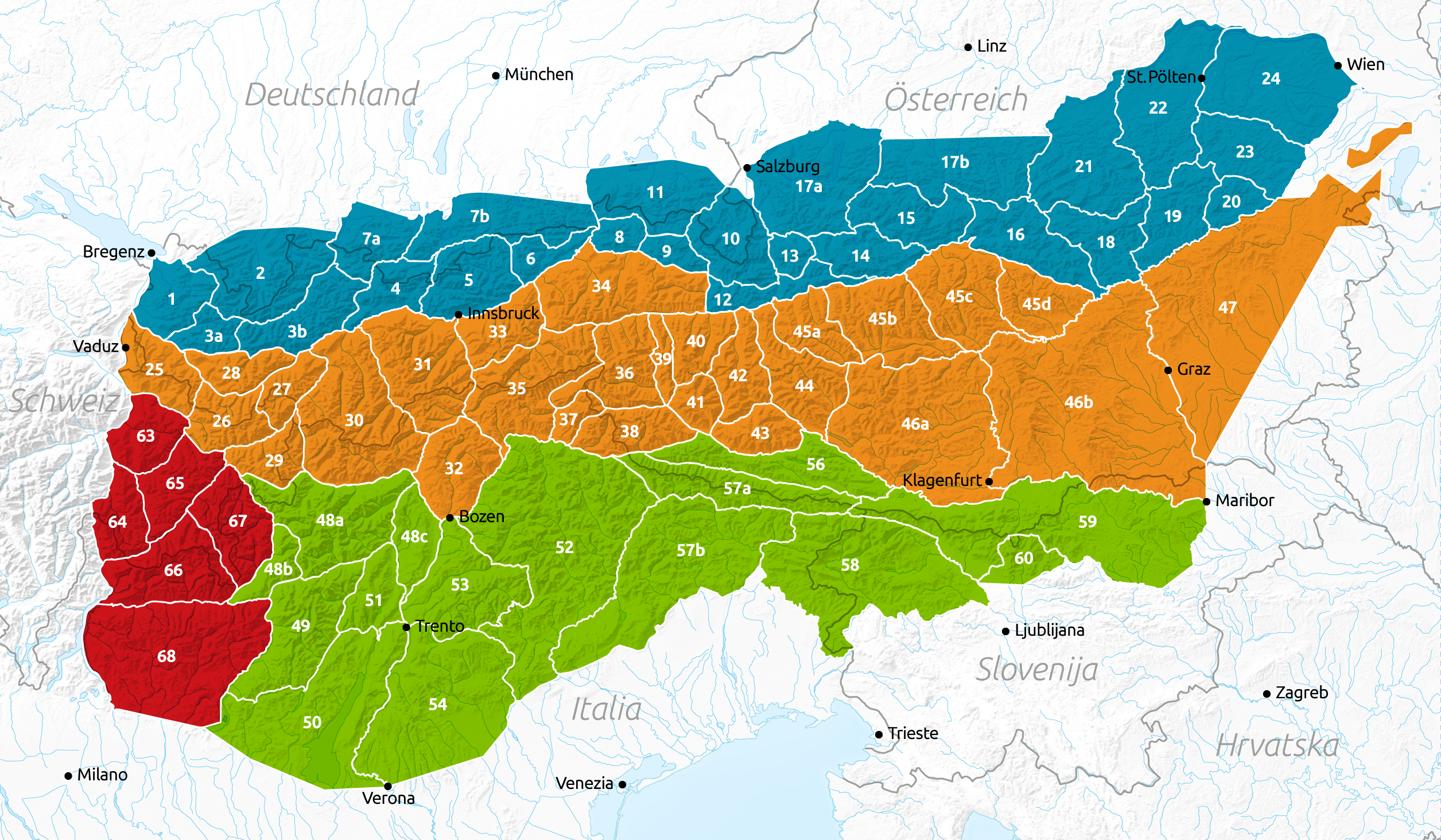
Le Alpi dell'Ybbstal secondo l'AVE sono individuate dal numero 21.

Secondo la SOIUSA le Alpi dell'Ybbstal sono una sottosezione alpina con la seguente classificazione:
- Grande parte = Alpi Orientali
- Grande settore = Alpi Nord-orientali
- Sezione = Alpi della Bassa Austria
- Sottosezione = Alpi dell'Ybbstal
- Codice = II/B-27.II

Secondo l'AVE costituiscono il gruppo n. 21 di 75 nelle Alpi Orientali.

## Delimitazioni
Le Alpi dell'Ybbstal:
- a nord si stemperano nelle colline austriache;
- ad est confinano con le Alpi di Türnitz (nella stessa sezione alpina);
- a sud confinano con le Alpi Nord-orientali di Stiria (nelle Alpi Settentrionali di Stiria);
- a sud-ovest confinano con le Alpi dell'Ennstal (nelle Alpi Settentrionali di Stiria) e separate dal corso del fiume Enns;
- ad ovest confinano con le Prealpi dell'Alta Austria (nelle Alpi del Salzkammergut e dell'Alta Austria).

## Suddivisione
Si suddividono in quattro supergruppi, nove gruppi e tredici sottogruppi:
- Catena Zellerhut-Ötscher (A)[3]
  - Gruppo Zellerhut-Gemeindealpe (A.1)
    - Massiccio dello Zellerhut(A.1.a)
    - Gemeindealpe (A.1.b)

  - Gruppo dell'Ötscher (A.2)
- Alpi di Lunz (B)
  - Kräuterin (B.3)
  - Gruppo del Dürrenstein (B.4)
  - Catena Hochkar-Kößlberg (B.5)[4]
    - Costiera del Kößlberg (B.5.a)
    - Costiera dell'Hochkar (B.5.b)
- Alpi di Höllenstein (C)
  - Gruppo del Gamstein (C.6)
    - Königsberg (C.6.a)
    - Massiccio del Gamstein (C.6.b)

  - Catena dello Stumpfmauer (C.7)
    - Costiera dello Stumpfmauer (C.7.a)
    - Costiera dell'Högerberg (C.7.b)
    - Costiera del Breitenauer (C.7.c)
- Prealpi di Eisenwurzen (D)
  - Monti di Opponitz (D.8)
    - Gruppo del Lunz (D.8.a)
    - Gruppo dell'Oisberg (D.8.b)

  - Monti di Gresten (D.9)
    - Massiccio dello Schwarzenberg (D.9.a)
    - Massiccio del Runzelberg (D.9.b)

## Vette principali

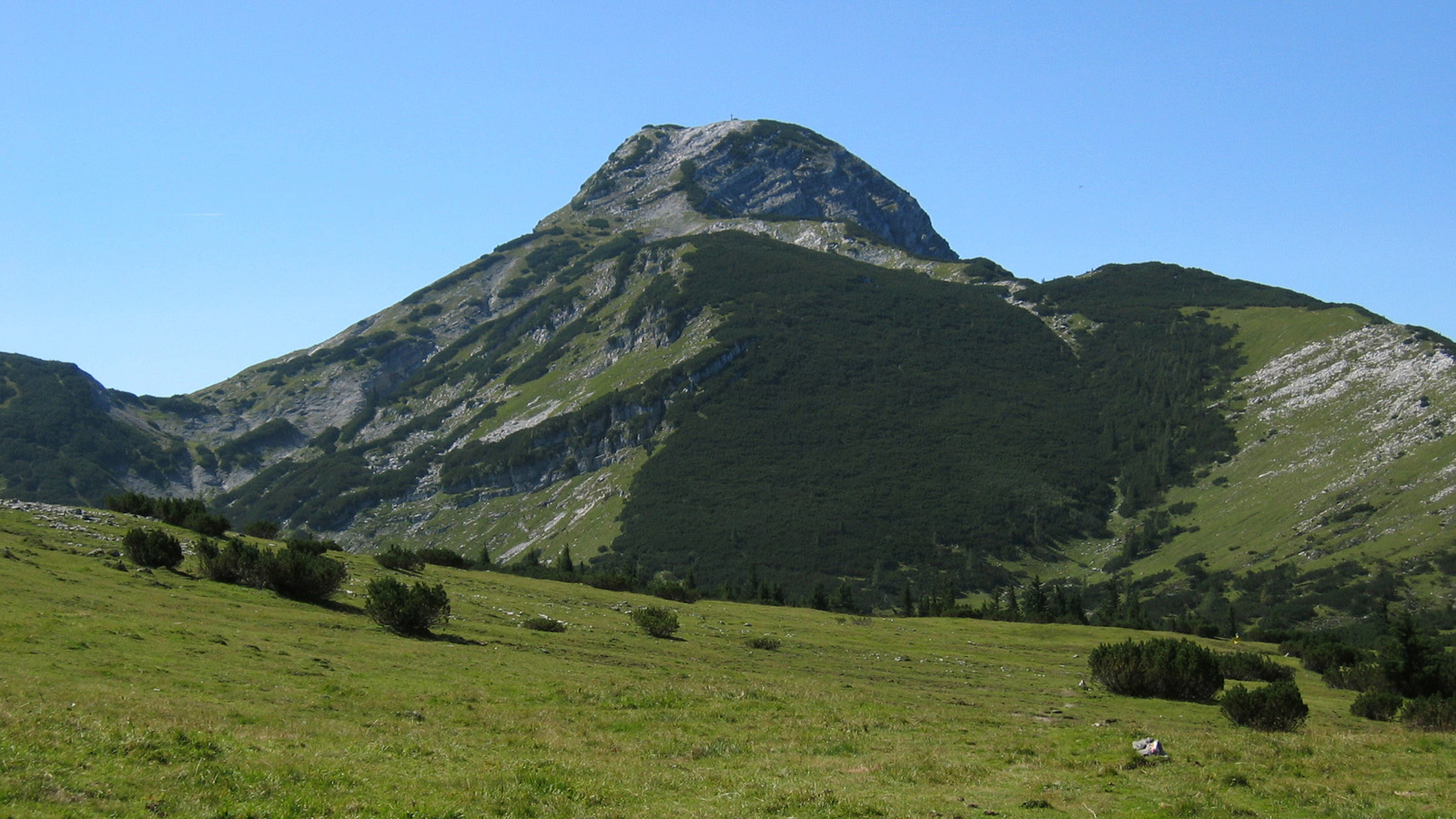
L'Hochstadl

- Hochstadl, 1919 m
- Ötscher, 1893 m
- Dürrenstein, 1878 m
- Hochkar, 1808 m
- Gamstein, 1774 m
- Stumpfmauer, 1769 m
- Ringkogel, 1669 m